# Гирлень (Димбовіца)
Гирлень, Гирлені (рум. Gârleni) — село у повіті Димбовіца в Румунії. Входить до складу комуни Валя-Маре.
Село розташоване на відстані 77 км на північний захід від Бухареста, 20 км на південний захід від Тирговіште, 126 км на північний схід від Крайови, 99 км на південь від Брашова.

## Населення
За даними перепису населення 2002 року у селі проживала 241 особа, усі — румуни. Усі жителі села рідною мовою назвали румунську.